# Картаго (провинция)
Карта́го (исп. Cartago; в переводе с исп. — «Карфаген») — одна из 7 провинций Коста-Рики.

## География
Находится в центральной части страны. Граничит с провинциями Лимон на востоке и Сан-Хосе на западе. Административный центр — город Картаго. Город Картаго с момента основания в 1563 году был столицей Коста-Рики до 1823 года.
Площадь — 3125 км². Население — 490 903 чел. (2011).
Высочайшая точка провинции — пик Серро де ла Мюерт, расположенный на высоте 3600 метров выше уровня моря. К северо-западу от города Картаго находится вулкан Турриальба. Это второй по величине вулкан в Коста-Рике и единственный в стране, позволяющий спуститься в один из его трёх кратеров и наблюдать вблизи вторичную вулканическую деятельность. Неподалёку от Турриальбы расположен другой вулкан — Ирасу. Вулкан имеет несколько кратеров, в одном из них (кратере Диего-де-ла-Айя (глубина 100 м)) образовалось озеро с сильно минерализованной водой, которое меняет цвет от красного до зелёного.

## Достопримечательности
В кантоне Турриальба находится археологический памятник Гуаябо — древний индейский город, населённый с 1000 года до н. э. Развитие города достигло пика около 800 г. н. э., когда в нём проживало около 10 тыс. человек. Около 1400 года город был покинут.

## Кантоны
Провинция разделена на 8 кантонов:
| № | Наименование | Административный центр | Площадь (км²) | Население чел. (2010) | Образован            |
| - | ------------ | ---------------------- | ------------- | --------------------- | -------------------- |
| 1 | Картаго      | Картаго                | 287,77        | 155 402               | 7 декабря 1848 года  |
| 2 | Параисо      | Параисо                | 411,91        | 68 872                | 7 декабря 1848 года  |
| 3 | Ла-Унион     | Трес Риос              | 44,83         | 105 612               | 7 декабря 1848 года  |
| 4 | Хименес      | Хуан Винас             | 286,43        | 13 816                | 19 августа 1903 года |
| 5 | Турриальба   | Турриальба             | 1642,67       | 70 630                | 19 августа 1903 года |
| 6 | Альварадо    | Пакаяс                 | 81,06         | 12 290                | 9 июля 1908 года     |
| 7 | Ореамуно     | Сан-Рафаэль            | 202,31        | 44 650                | 17 августа 1914 года |
| 8 | Эль-Гуарко   | Техар                  | 167,69        | 38 054                | 26 июля 1939 года    |
|   | Всего:       |                        | 3 124,67      | 509 326               |                      |

## Экономика
Картаго — одна из самых малых по площади провинций Коста-Рики, но при этом по экономическим показателям занимает лидирующее место.
На водохранилище Качи расположена ГЭС.

## Галерея

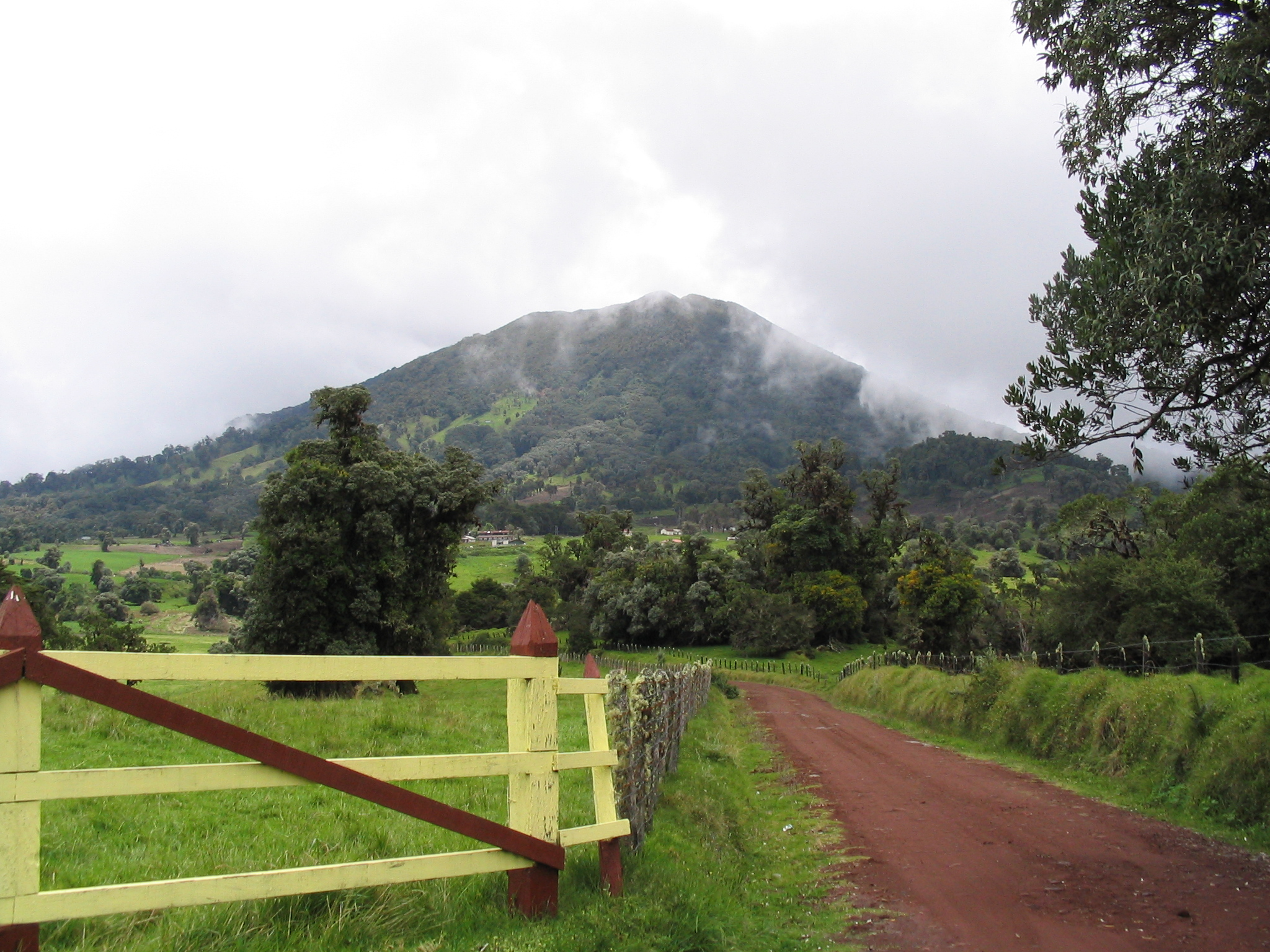
Вулкан Турриальба
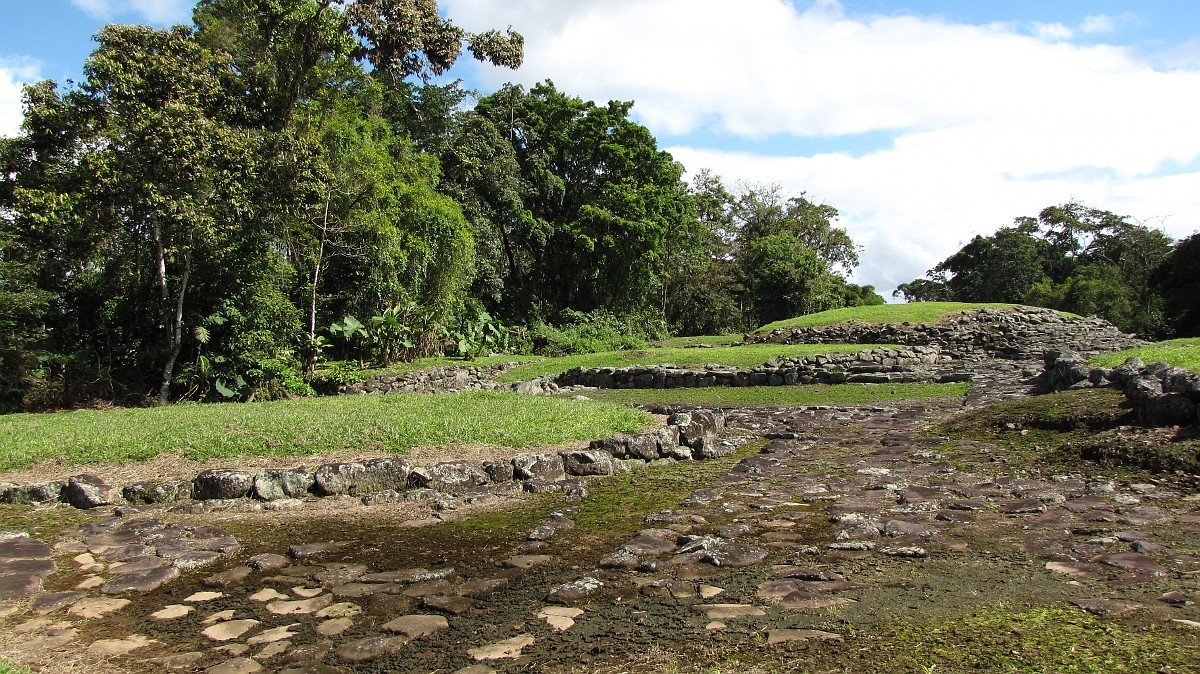
Гуаябо
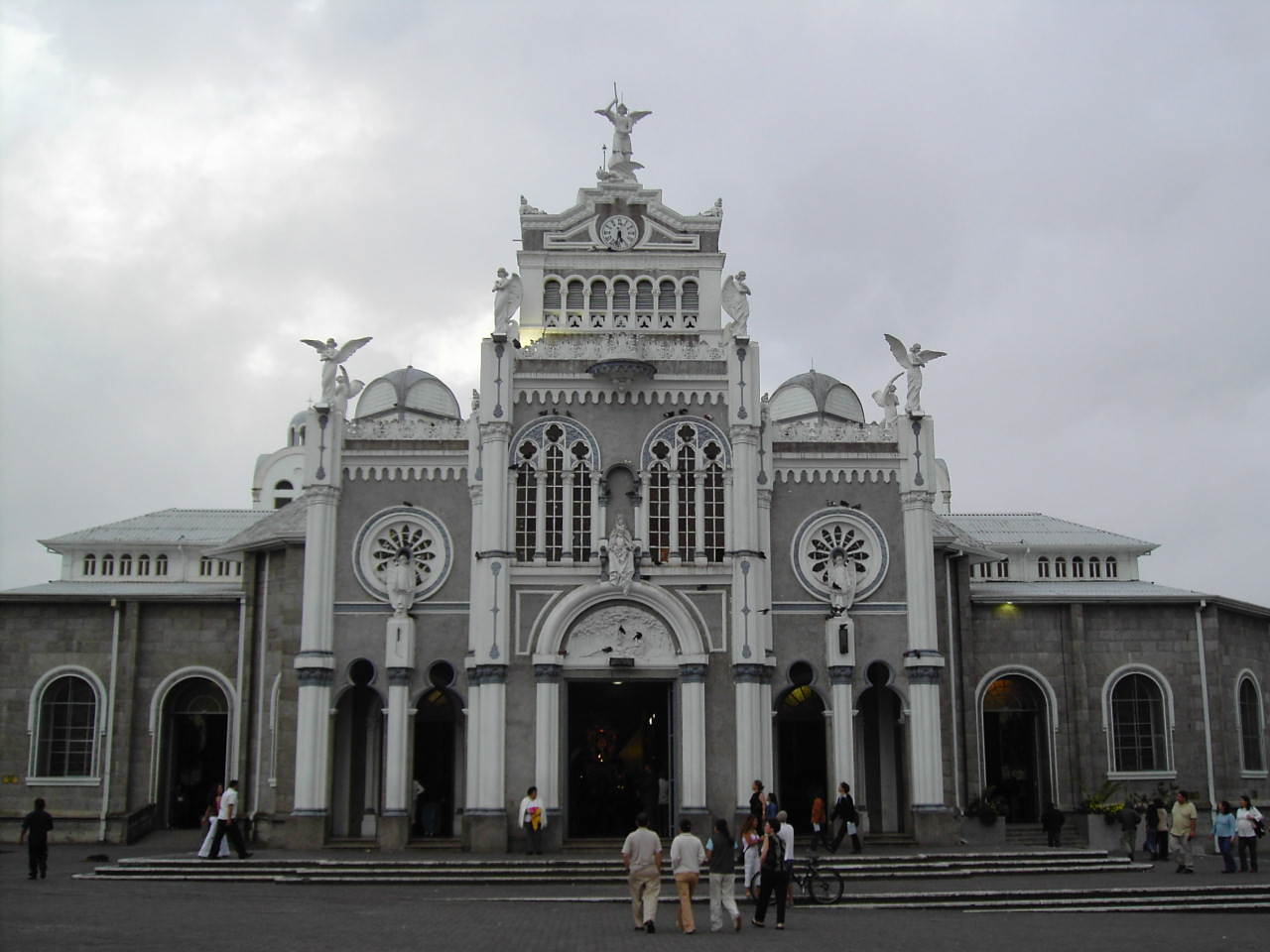
Базилика Нуэстра-Сеньора-де-лос-Анхелес («Богоматерь ангелов») в Картаго
Кратер Ирасу